# Matthias Heitmann
Matthias Heitmann (geboren 1971 in Frankfurt am Main) ist ein deutscher Journalist, Buchautor und Kabarettist.

## Leben
Heitmann studierte Politikwissenschaften, Rechtswissenschaften und Philosophie an der Johann Wolfgang Goethe-Universität Frankfurt am Main. 1992 wirkte er bei der Gründung des Magazins Novo (zwischenzeitlich NovoArgumente) mit und war bis 2010 in der dortigen Chefredaktion tätig. Er arbeitet als freier Journalist und Redakteur für Zeitungen, Magazine und Blogs, unter anderem für die Welt, die Neue Zürcher Zeitung, das Magazin Cicero und die Blogs Die Freie Welt und Die Achse des Guten sowie als Vortragsredner und Buchautor.
Heitmann gehört zu den Erstunterzeichnern des Appells für freie Debattenräume.

## Veröffentlichungen (Auswahl)
- Neue Weltordnung. eva Wissen, 2004, ISBN 978-3-434461-96-8.
- Marco Polo: Frankfurt für Frankfurter 2008. Zusammen mit Katja Bongardt und Kerstin Mitternacht. Mairdumont, Ostfildern 2007, ISBN 978-3-829709-68-2.
- Mythos Doping. Parodos Verlag, Berlin 2010, ISBN 978-3-938880-32-6.
- Zeitgeisterjagd: Auf Safari durch das Dickicht des modernen politischen Denkens. TvR Medienverlag, Jena 2015, ISBN 978-3-940431-53-0.